# Justin Champagnie
Justin John Champagnie (Nova Iorque, 29 de junho de 2001) é um jogador norte-americano de basquete profissional que atualmente joga no Washington Wizards da National Basketball Association (NBA) e no Capital City Go-Go da G-League.
Ele jogou basquete universitário pela Universidade de Pittsburgh.

## Início da vida e carreira no ensino médio
Champagnie nasceu em Staten Island, Nova York e cresceu no Brooklyn. Ele frequentou a Bishop Loughlin Memorial High School e em seu último ano teve média de 19,8 pontos. Como um recruta de três estrelas, ele se comprometeu a jogar basquete universitário na Universidade de Pittsburgh.

## Carreira universitária
Como calouro, Champagnie liderou os Panthers com médias de 12,7 pontos e 7 rebotes. Ele foi nomeado o Calouro Nacional da Semana da CBS Sports/USBWA e o Calouro da Semana da ACC depois de ter médias de 25 pontos e 10 rebotes em jogos contra Notre Dame e Georgia Tech. Em 22 de dezembro de 2020, ele foi descartado por pelo menos seis semanas após sofrer uma lesão no joelho durante os treinos. Em 19 de janeiro de 2021, ele registrou 31 pontos e 14 rebotes na vitória por 79-73 sobre Duke. Na conclusão da temporada regular, Champagnie foi selecionado para a Primeira-Equipe da ACC.
Em seu segundo ano, Champagnie teve médias de 18 pontos, 11,1 rebotes, 1,6 assistências, 1,2 roubadas de bola e 1,3 bloqueios. Após a temporada, ele se declarou para o draft da NBA de 2021, renunciando à elegibilidade universitária restante.

## Carreira profissional

### Toronto Raptors / Raptors 905 (2021–2022)
Depois de não ser selecionado no draft da NBA de 2021, Champagnie assinou um contrato de duas vias com o Toronto Raptors e com Raptors 905 da G-League em 7 de agosto de 2021.
Com Scottie Barnes lesionado e incapaz de jogar contra o New York Knicks, Champagnie foi convocado pelo clube matriz para fazer sua estreia profissional em 1º de novembro de 2021, marcando seus dois primeiros pontos na NBA em lances livres em uma vitória no Madison Square Garden.
Em 14 de julho de 2022, Champagnie voltou assinou um contrato de 2 anos e US$3.5 milhões com os Raptors.

### Sioux Falls Skyforce (2023)
Em 10 de janeiro de 2023, Champagnie foi reivindicado pelo Sioux Falls Skyforce da G-League.

### Boston Celtics (2023)
Em 7 de abril de 2023, Champagnie assinou até o fim da temporada com o Boston Celtics. Em 31 de julho, ele foi dispensado pelo Celtics.

### Retorno a Sioux Falls (2023–2024)
Em 11 de agosto de 2023, Champagnie assinou com o Miami Heat, mas foi dispensado em 21 de outubro, antes do início da temporada de 2023–24. Nove dias depois, ele retornou ao Sioux Falls Skyforce.

### Washington Wizards / Capital City Go-Go (2024–Presente)
Em 22 de fevereiro de 2024, Champagnie assinou um contrato de 10 dias com o Washington Wizards e em 3 de março, ele assinou um contrato de duas vias com seu afiliado da G-League, Capital City Go-Go.

## Estatísticas da carreira

### NBA

#### Temporada regular
| Ano      | Equipe     | PJ | PT | MPJ  | AP    | 3P   | LL    | RT  | AS  | BR | TO | PPJ |
| -------- | ---------- | -- | -- | ---- | ----- | ---- | ----- | --- | --- | -- | -- | --- |
| 2021–22  | Toronto    | 36 | 0  | 7.8  | .463  | .357 | 1.000 | 2.0 | .3  | .2 | .1 | 2.3 |
| 2022–23  | Toronto    | 3  | 0  | 3.6  | 1.000 | —    | —     | 1.3 | .3  | .0 | .0 | 2.0 |
| 2022–23  | Boston     | 2  | 0  | 11.7 | .167  | .200 | —     | 2.0 | 1.5 | .5 | .0 | 2.5 |
| 2023–24  | Washington | 15 | 1  | 15.7 | .410  | .289 | .800  | 3.5 | 1.3 | .7 | .6 | 5.9 |
| Carreira | Carreira   | 56 | 1  | 9.7  | .510  | .282 | .900  | 2.2 | .8  | .3 | .1 | 3.1 |

#### Playoffs
| Ano  | Equipe | PJ | PT | MPJ | AP   | 3P   | LL | RT | AS | BR | TO | PPJ |
| ---- | ------ | -- | -- | --- | ---- | ---- | -- | -- | -- | -- | -- | --- |
| 2023 | Boston | 4  | 0  | 2.6 | .250 | .000 | —  | .0 | .0 | .0 | .0 | .5  |

### Universitário
| Ano      | Equipe     | PJ | PT | MPJ  | AP   | 3P   | LL   | RT   | AS  | BR  | TO  | PPJ  |
| -------- | ---------- | -- | -- | ---- | ---- | ---- | ---- | ---- | --- | --- | --- | ---- |
| 2019–20  | Pittsburgh | 33 | 27 | 32.9 | .421 | .262 | .777 | 7.0  | .7  | 1.1 | .8  | 12.7 |
| 2020–21  | Pittsburgh | 20 | 19 | 34.4 | .477 | .311 | .711 | 11.1 | 1.6 | 1.2 | 1.3 | 18.0 |
| Carreira | Carreira   | 53 | 46 | 33.6 | .448 | .286 | .744 | 9.0  | 1.1 | 1.1 | 1.0 | 15.3 |

Fonte:

## Vida pessoal
O irmão gêmeo de Champagnie, Julian, joga no San Antonio Spurs da NBA. Seu pai, Ranford, jogou futebol por St. John's em meados da década de 1990 e foi membro da equipe campeã nacional de 1996.